# Timberlane (Illinois)
Timberlane és una població dels Estats Units a l'estat d'Illinois. Segons el cens del 2000 tenia 234 habitants.

## Demografia
Segons el cens del 2000, Timberlane tenia 234 habitants, 79 habitatges, i 69 famílies. La densitat de població era de 70 habitants/km².
Dels 79 habitatges en un 45,6% hi vivien nens de menys de 18 anys, en un 84,8% hi vivien parelles casades, en un 1,3% dones solteres, i en un 11,4% no eren unitats familiars. En el 7,6% dels habitatges hi vivien persones soles el 2,5% de les quals corresponia a persones de 65 anys o més que vivien soles. El nombre mitjà de persones vivint en cada habitatge era de 2,96 i el nombre mitjà de persones que vivien en cada família era de 3,16.
Per edats la població es repartia de la següent manera: un 28,6% tenia menys de 18 anys, un 5,1% entre 18 i 24, un 26,1% entre 25 i 44, un 34,6% de 45 a 60 i un 5,6% 65 anys o més.
L'edat mediana era de 41 anys. Per cada 100 dones de 18 o més anys hi havia 106,2 homes.
La renda mediana per habitatge era de 76.851 $ i la renda mediana per família de 78.319 $. Els homes tenien una renda mediana de 58.125 $ mentre que les dones 35.000 $. La renda per capita de la població era de 31.529 $. Aproximadament el 4,6% de les famílies i el 6,5% de la població estaven per davall del llindar de pobresa.

## Poblacions més properes
El següent diagrama mostra les poblacions més properes.